# 地方公務員安全衛生推進協会
一般財団法人地方公務員安全衛生推進協会（ちほうこうむいんあんぜんえいせいすいしんきょうかい）は、「地方公務員の安全と健康の確保、公務災害の未然防止及び快適な執務環境の形状の促進を図ること」を目的として、平成3年3月に都道府県、政令指定都市及び地方公務員災害補償基金の出捐により設立された財団法人（平成25年からは一般財団法人）である。

## 概要
同協会は地方公務員の安全衛生の向上のための様々な調査研究、安全衛生の教育教材の制作、衛生管理者資格取得講習会等の活動の他、地方公務員の安全衛生やメンタルヘルスに関する研修会等を開催している。

## 組織
- 理事長 渕上俊則

- 所在地 - 東京都千代田区麹町3丁目2番地 垣見麹町ビル3階

## 主な事業

### ノウハウ開発提供事業
- 安全衛生に関する調査研究
- 公務災害発生状況の調査・分析

### 人材育成事業
- 安全衛生基本セミナー
- 専門研修
- 職務別研修
- 資格取得講習会

### 健康づくり支援事業
- 地方公務員の健康状況等の実態調査
- 健康づくり啓発冊子等
- 健康づくりセミナーの開催
- 産業医研修会
- 職域保健師及び看護師の研修

### 情報交流事業等
- 機関誌の発行
- 職場改善アドバイザー派遣事業
- ホームページによる安全衛生関連情報の提供
- 講師の派遣・紹介
- 情報・資料の収集・提供
- 安全衛生に係る受託事業